# Duguetia antioquensis
Duguetia antioquensis este o specie de plante angiosperme din genul Duguetia, familia Annonaceae, descrisă de H. León și Paulus Johannes Maria Maas. Conform Catalogue of Life specia Duguetia antioquensis nu are subspecii cunoscute.